# Ferrovia Vercelli-Casale Monferrato
La ferrovia Vercelli-Casale Monferrato è una linea ferroviaria regionale che collegava le città di Vercelli e Casale Monferrato.
Nata come parte del collegamento Vercelli-Valenza-Alessandria attivato nel 1857, tale infrastruttura ospitò un traffico prevalentemente locale, fino alla sospensione dell'esercizio avvenuta nel giugno 2012.
Il suo ripristino doveva avvenire a maggio del 2019, ma ciò non venne realizzato.

## Storia

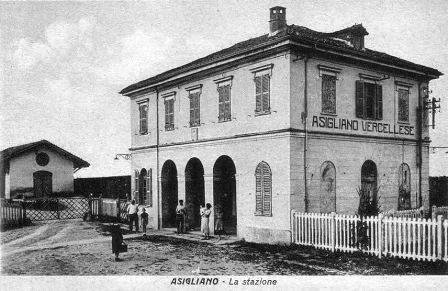
Stazione di Asigliano Vercellese in una cartolina d'epoca

Dopo che nel marzo 1853 era stato costituita la Società per la Strada Ferrata da Vercelli a Valenza, con regio decreto 11 maggio 1854, n. 1711, il Regno di Sardegna riconobbe ad una società anonima, istituitasi appositamente, la concessione per la costruzione e l'esercizio di una linea ferroviaria che unisse la città di Vercelli a Valenza, passando nei pressi di Casale.
Nel 1855 furono avviate le gare per la costruzione dei primi due lotti dell'opera, da completarsi con un terzo appalto relativo al ponte a quattro travate metalliche sul fiume Po, in attesa del quale la linea fu provvisoriamente aperta il 22 marzo 1857.
Il 18 luglio 1858, con il completamento dell'opera, all'esercente subentro la Società Vittorio Emanuele . Dal 1 gennaio 1861 la linea venne acquisita e gestita dallo Stato Piemontese che a sua volta , in seguito alla legge di riordino del settore prolungata il 14 maggio 1865, la cedette dalla Società delle Strade Ferrate dell'Alta Italia (SFAI). Nuovi passaggi di consegne si ebbero nel 1885, in seguito alla legge del 27 aprile 1885 (convenzioni Baccarini) con il subentro della Società per le Strade Ferrate del Mediterraneo (RM) e nel 1905 quello delle neo costituite Ferrovie dello Stato.

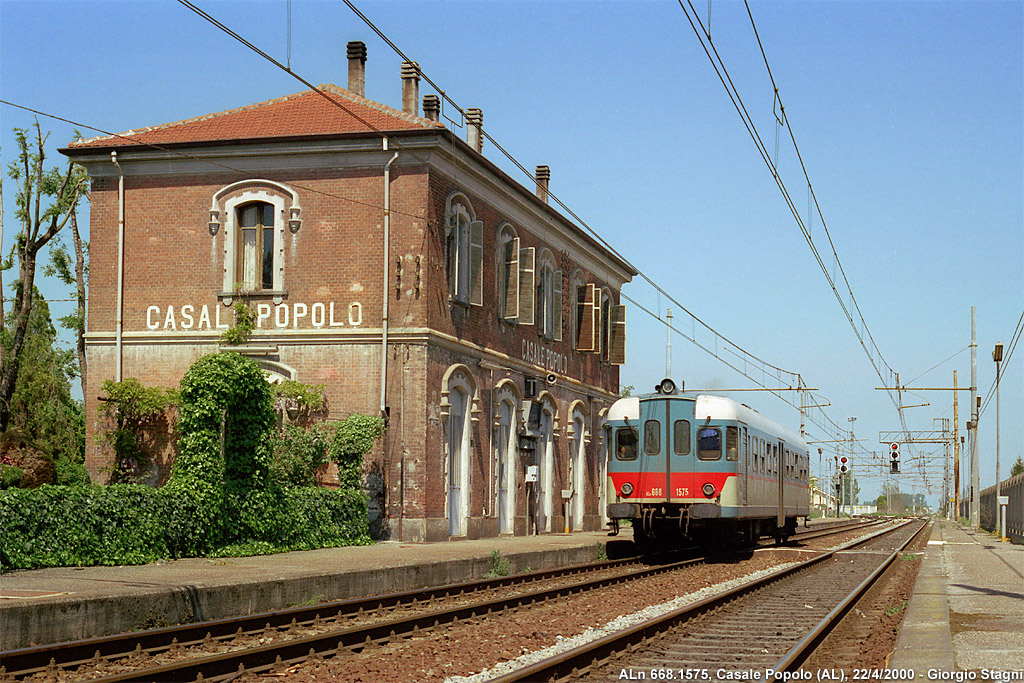
La stazione di Casale Popolo, punto di diramazione della Vercelli-Casale

Lontana dal fronte della prima guerra mondiale e poco interessata anche dalle vicende della seconda, non costituendo le località servite obiettivi strategici primari, la linea risentì di tali eventi solo per le conseguenti fluttuazioni della domanda di trasporto, iniziando nel secondo dopoguerra un periodo di costante calo dei proventi da traffico dovuto all'avvento della motorizzazione privata ed a un orientamento comune non più favorevole al trasporto su ferro.
Nel quadro del più ampio progetto di costruzione di un itinerario alternativo fra Torino e Alessandria, sulla ferrovia Chivasso-Alessandria, dal giugno 1986, allorché venne attivato l'esercizio in trazione elettrica sulla Casale-Valenza, quest'ultima venne inglobata in tale itinerario accentuando il carattere di tratto indipendente e tecnicamente difforme della Vercelli-Casale, interessata da un traffico limitato ai due capilinea.

La stazione di Pertengo nel 2000

All'inizio degli anni novanta l'intera rete secondaria piemontese, fu oggetto di un profondo programma di rinnovamento che mirava a diminuire i costi di esercizio attraverso l'automazione e il telecomando degli impianti; per la direttrice Vercelli-Casale-Mortara, fu adottato il Controllo Centralizzato del Traffico.
Nella notte fra il 14 e il 15 ottobre 2000 un'alluvione colpì numerose linee ferroviarie del Piemonte, e la piena del Po comportò fra le altre l'interruzione della Vercelli-Casale; la ripresa della circolazione avvenne solo il 27 dicembre successivo.
Nonostante un progetto di elettrificazione nel frattempo elaborato, per il quale si prevedeva una spesa di circa 19 milioni di euro, la pesante situazione economico-finanziaria della Regione Piemonte, che a differenza della confinante Lombardia non intese avviare un programma di valorizzazione del trasporto su ferro, indusse la stessa a sospendere i contratti di servizio su numerose linee secondarie di propria competenza, decretando la sospensione dello stesso anche sulla Vercelli-Casale, a partire dal 14 giugno 2013. Nell'anno successivo sono state rimosse le sbarre dei passaggi a livello e spenti gli impianti di segnalazione, rendendo la linea di fatto non percorribile ed inefficiente. Una sua eventuale riapertura è stata prospettata nel 2014, allorché furono definiti i criteri di attribuzione del punteggio in una eventuale gara affidamento del servizio.

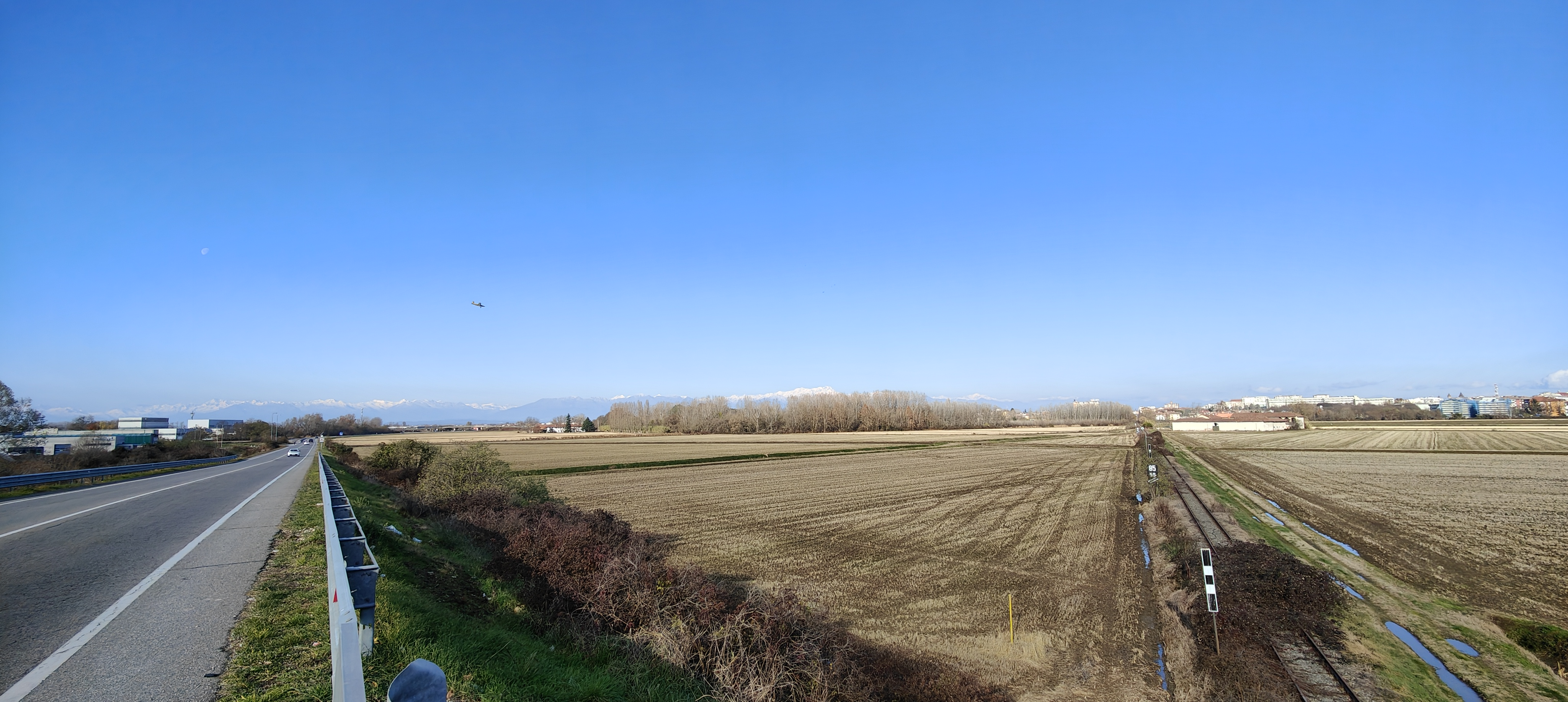
La linea ferroviaria vista dalla Tangenziale Ovest, periferia vercellese. Sullo sfondo il massiccio del Monte Rosa

Dopo lunghe pressioni esercitate dai pendolari e dalle istituzioni locali, il 10 gennaio 2018 si è giunti alla firma di un protocollo con la Regione e RFI, che sanciva la riattivazione della linea ferroviaria, insieme al tratto di ferrovia Casale-Mortara e prevede l'integrazione delle corse sulle due linee. La riapertura della Vercelli-Casale era prevista a partire da maggio 2019, cosa che poi non venne realizzata.

## Caratteristiche
|  | Unknown route-map component "STR+l" | Unknown route-map component "CONTfq" |

| Station on track |

| Unknown route-map component "CONTgq" | Unknown route-map component "ABZgr" |  |

| Unknown route-map component "uexCONTgq" | Unknown route-map component "emKRZ" | Unknown route-map component "uexCONTfq" |

| Unknown route-map component "SKRZ-Au" |

| Unknown route-map component "eBHF" |

| Station on track |

| Unknown route-map component "eHST" |

| Unknown route-map component "eBHF" |

| Unknown route-map component "CONTgq" | Unknown route-map component "ABZg+r" |  |

| Station on track |

|  | Unknown route-map component "ABZg+l" | Unknown route-map component "CONTfq" |

| Unknown route-map component "hKRZWae" |

| Station on track |

| Unknown route-map component "CONTgq" | Unknown route-map component "ABZgr" |  |

| Continuation forward |

La linea è una ferrovia a binario semplice a scartamento ordinario da 1.435 mm, la pendenza media risulta dell'1,45 per mille.
L'intera tratta fra Casale Popolo e Vercelli era esercita in regime di Dirigenza Unica con sede a Casale Monferrato e segnalamento analogo a quello del resto della linea.
Nel 1985 si passò al regime della Dirigenza Locale, situazione che perdurò fino al rifacimento degli impianti avvenuto negli anni novanta, allorché tutte le stazioni furono soppresse e trasformate in fermate ad eccezione dell'impianto di Pertengo, unico ad aver ricevuto un impianto Apparato Centrale Elettrico a Itinerari inserito nel Dirigente Centrale Operativo della linea per Chivasso.

### Percorso
Lasciata la stazione di Vercelli in direzione ponente, i treni volgevano verso sud e attraversando con passaggi a livello sia corso Marcello Prestinari che via Trino, quest'ultima impegnata altresì, fra il 1878 e il 1949, dal binario della tranvia Vercelli-Trino.
La linea si mantiene dunque in rettilineo, sottopassando la Diramazione Stroppiana-Santhià dell'autostrada A 26  e servendo, nell'ordine, le località di Asigliano Vercellese, Pertengo, Rive e Balzola Martinetta, fino a giungere nella stazione di Casale Popolo. Da qui, i treni proseguivano sul binario elettrificato della linea da Chivasso fino al capolinea di Casale Monferrato. Tutte le stazioni/fermate intermedie, a causa della distanza dei paesi e per lo scarso utilizzo, sono state soppresse nei primi anni del XXI secolo.

## Traffico
La linea era prevalentemente interessata da un traffico di tipo regionale, con l'eccezione della coppia di treni espressi Biella-Santhià-Vercelli-Casale-Alessandria-Genova, prolungati in estate su Sestri Levante, storicamente effettuati con automotrici ALn 668 e in seguito da ALn 663.